# Paratonnerre
 (août 2021).
Si vous disposez d'ouvrages ou d'articles de référence ou si vous connaissez des sites web de qualité traitant du thème abordé ici, merci de compléter l'article en donnant les références utiles à sa vérifiabilité et en les liant à la section « Notes et références ».
Ne doit pas être confondu avec parafoudre ou parasurtenseur.
Le paratonnerre est un dispositif conçu afin de fournir un point d'impact à la foudre ainsi qu'un chemin contrôlant l'évacuation des charges électriques. Autrement dit, il protège de la foudre les bâtiments et toutes les hautes structures. Selon l'histoire officielle[non neutre], il est inventé le 15 juin 1752 par Benjamin Franklin à Philadelphie. Depuis, les notions caractérisant le dispositif portent le nom d'effet de pointe en électrostatique et de cage de Faraday. Pour établir une protection contre la foudre, il faut construire une cage de Faraday enveloppant l'édifice à protéger.

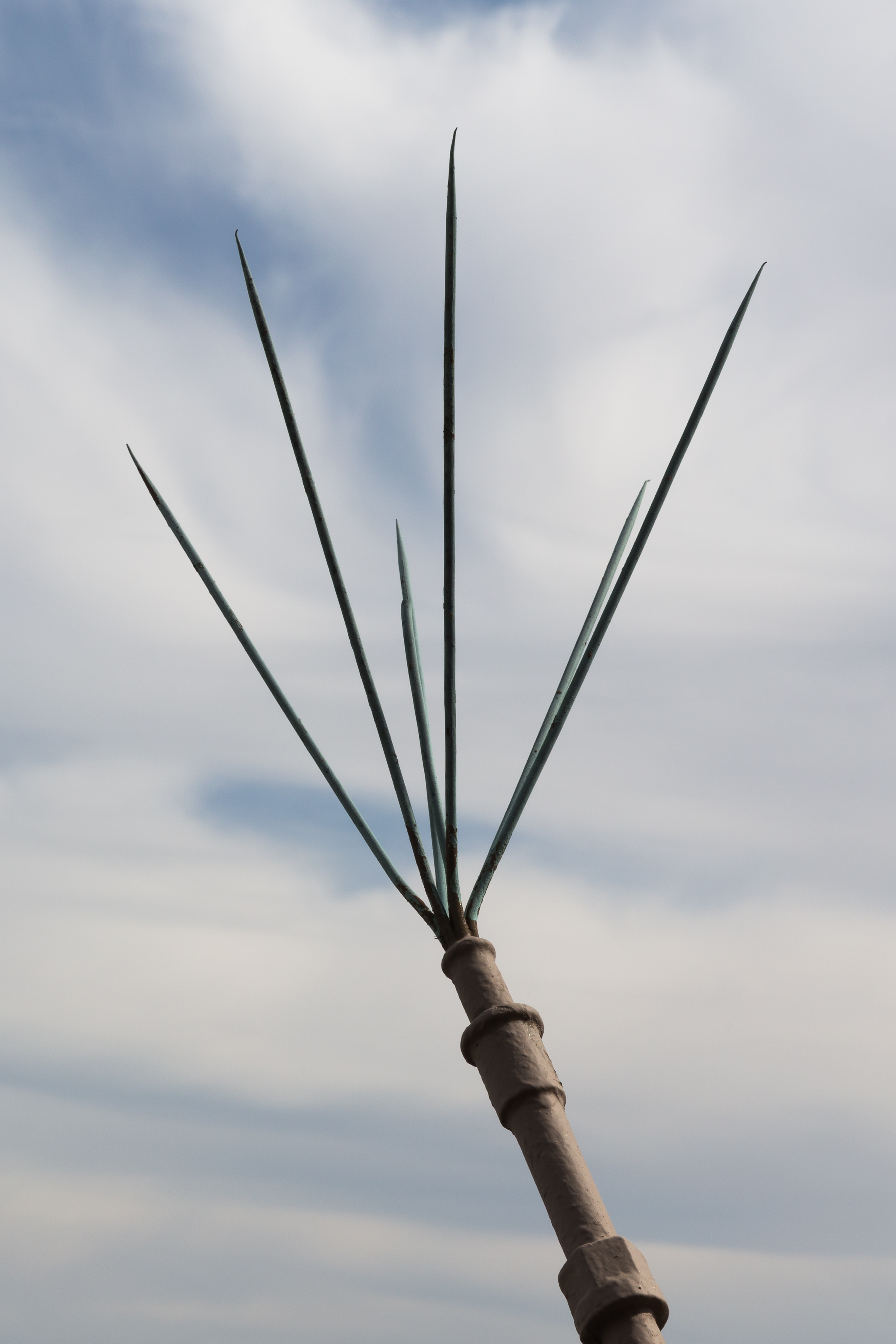
Paratonnerre installé au troisième étage de la tour Eiffel à Paris.

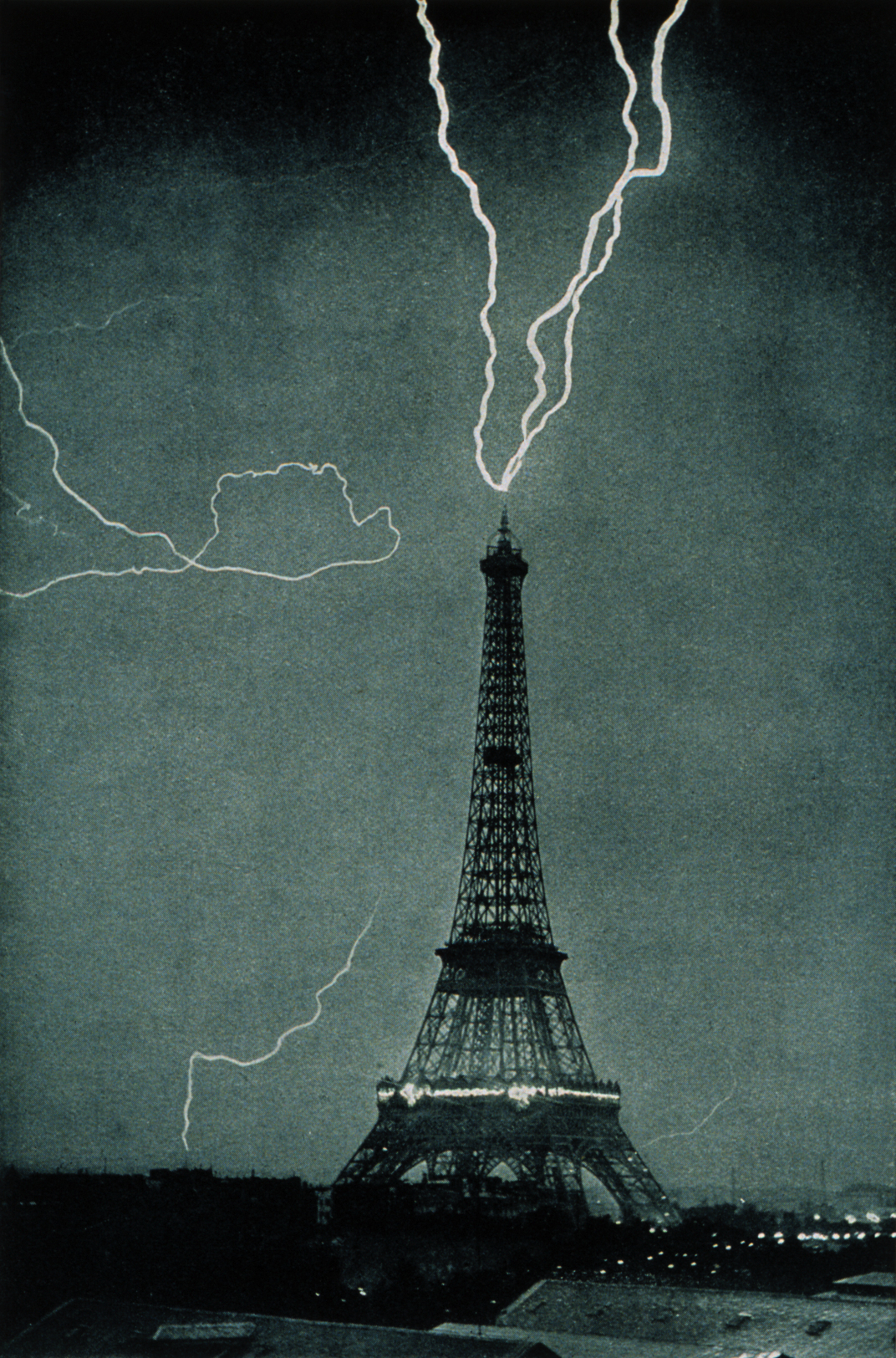
« La Tour Eiffel, paratonnerre géant. »
Photographie prise à le 3 juin 1902 et publiée dans le Bulletin de la Société Astronomique de France en mai 1905.

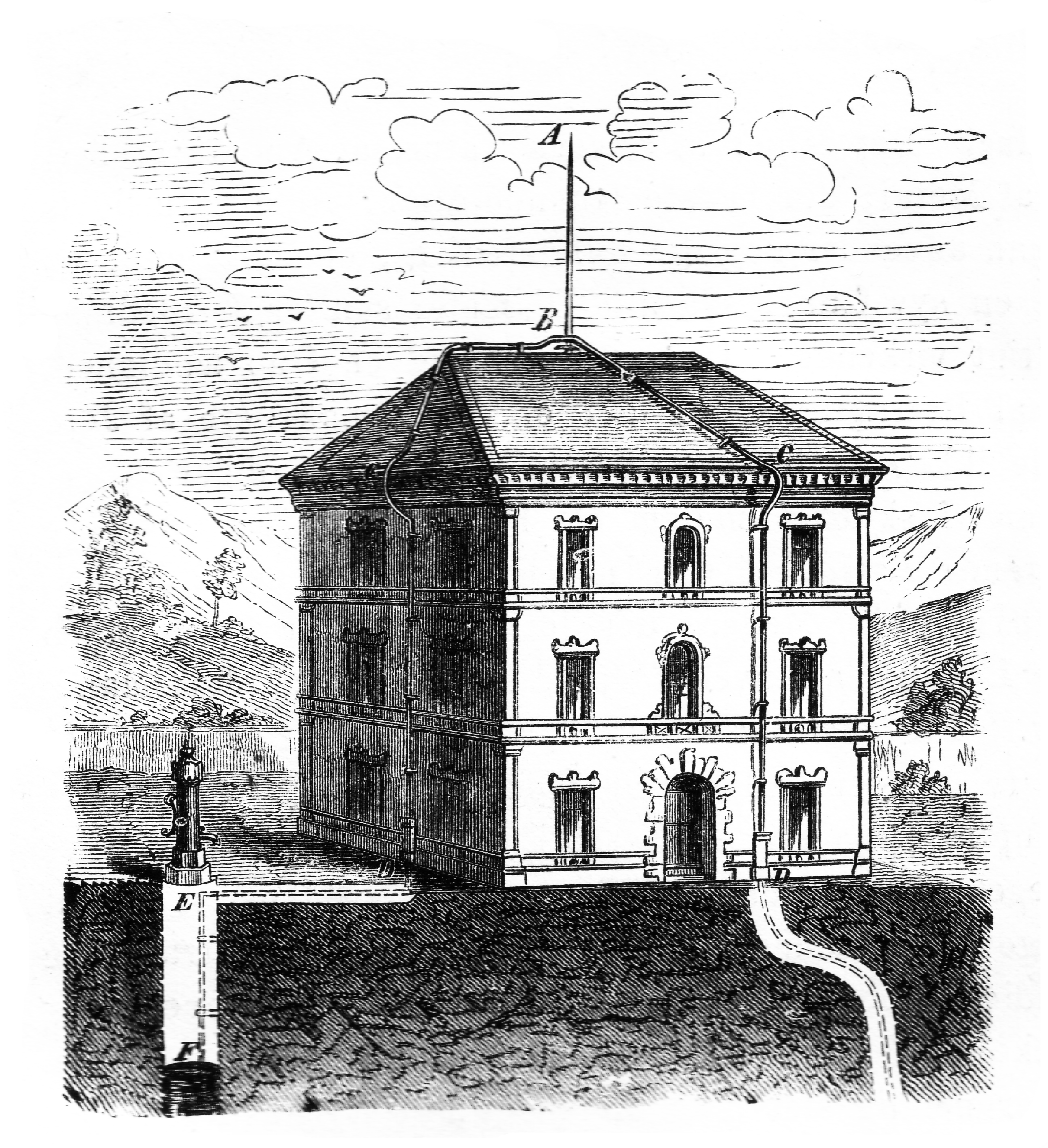
Paratonnerre, avec mise à la terre (ou à l'eau)

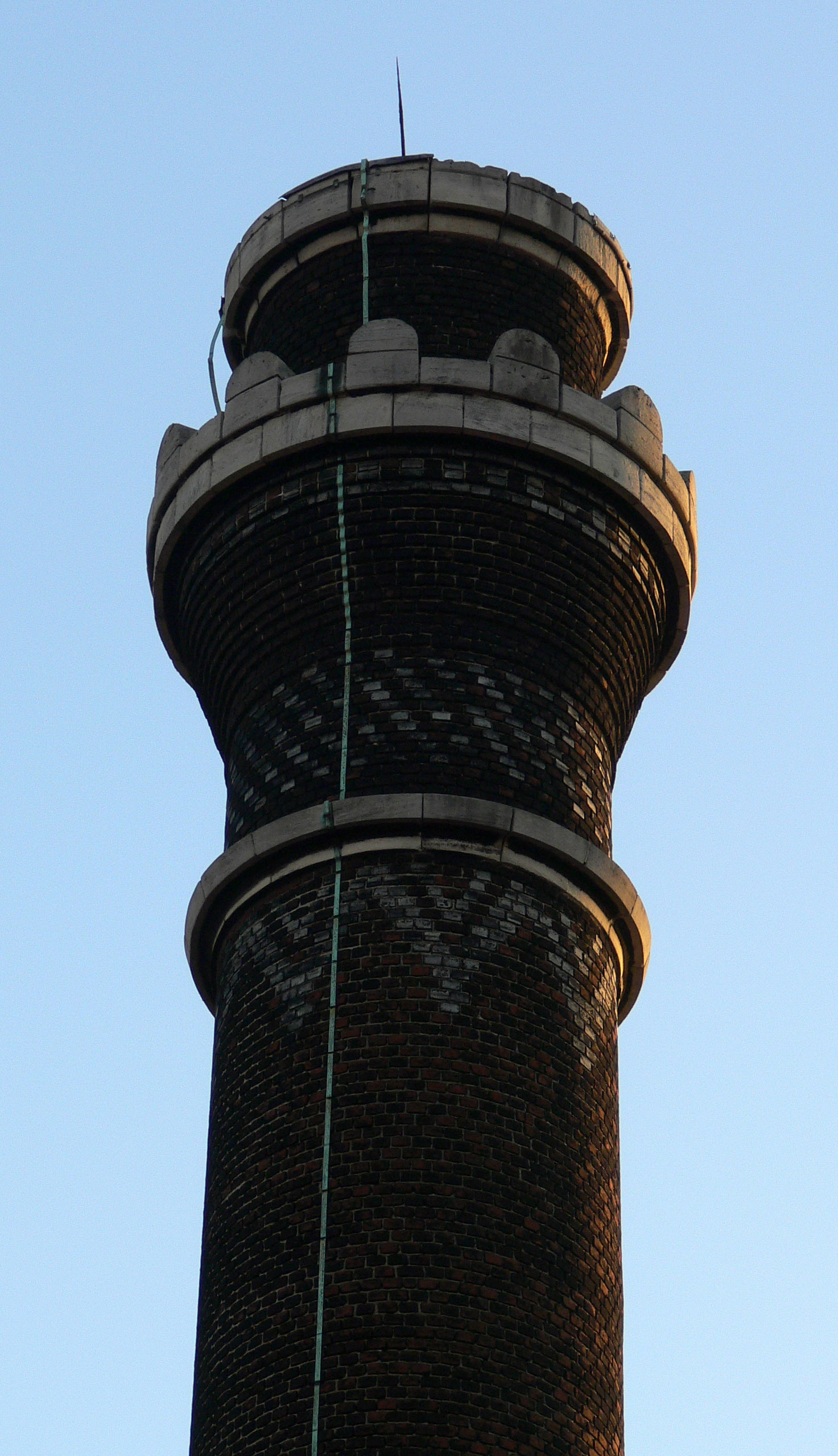
Les points hauts tels que les cheminées sont souvent choisis comme support de paratonnerre

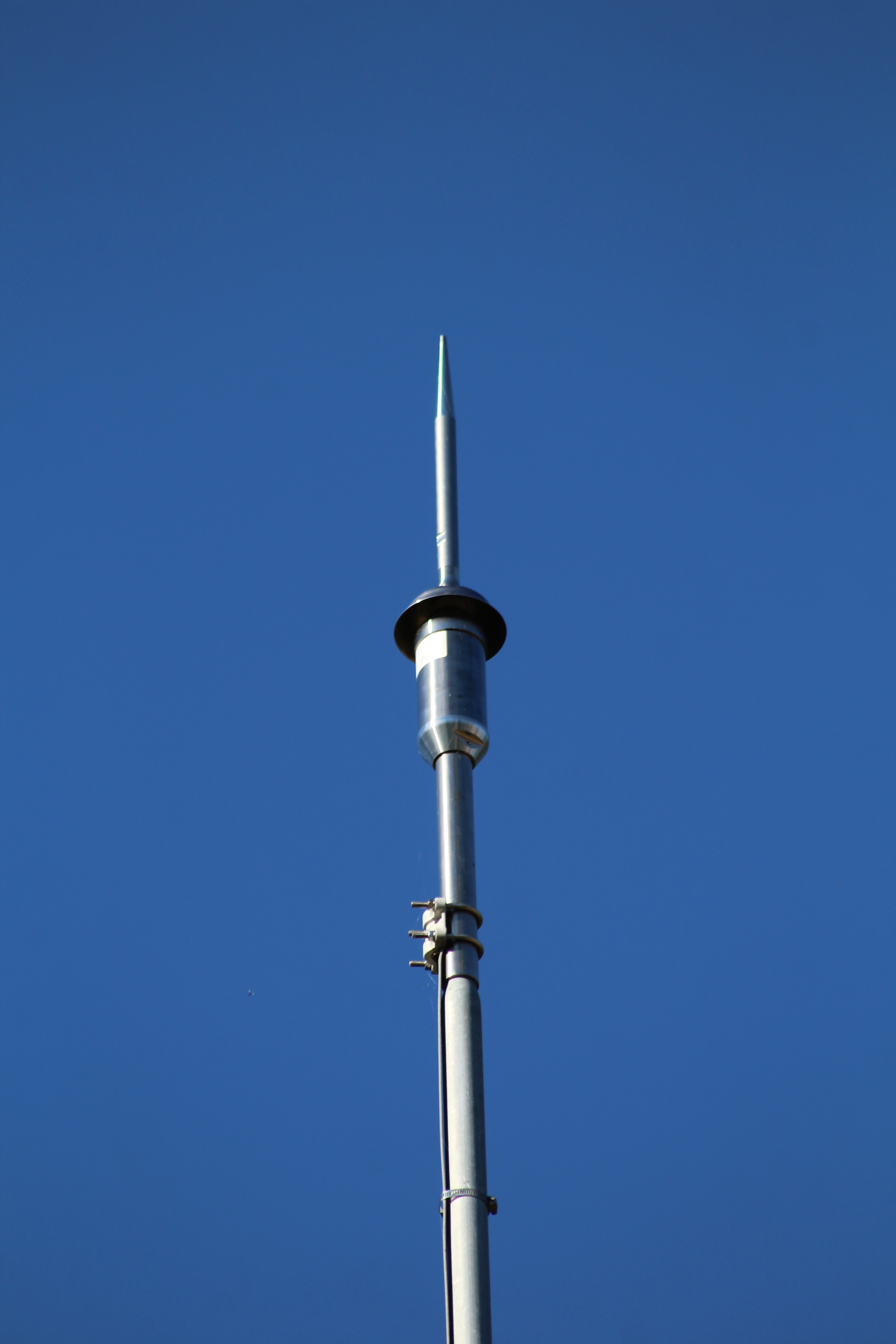
Paratonnerre PDA

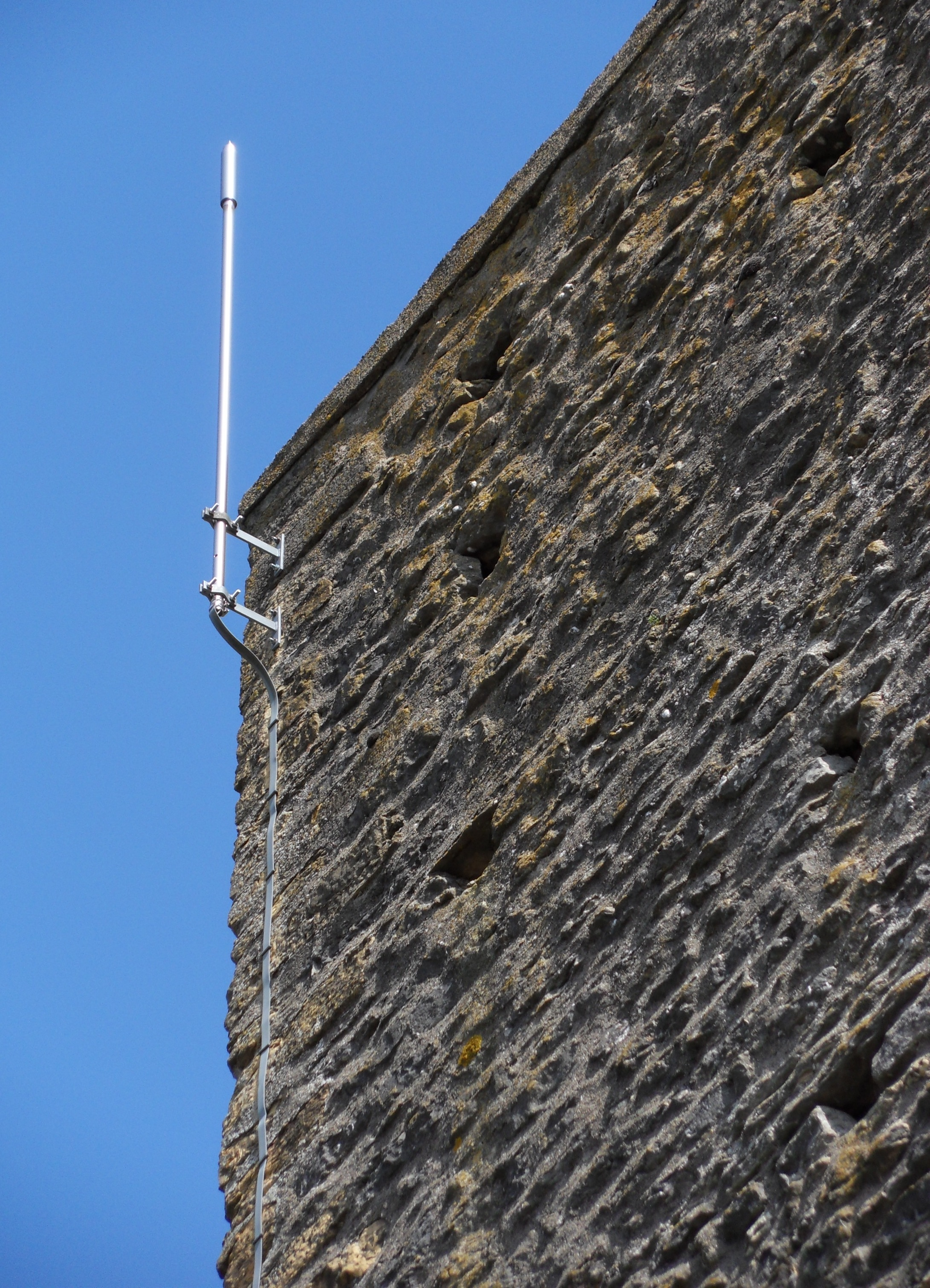
Paratonnerre traditionnel

## Historique
Benjamin Franklin se passionne pour l'électricité et pense que la foudre est un phénomène électrique. Si le physicien est le premier à émettre l'idée, le 29 juillet 1750 de se protéger de la foudre au moyen de tiges de métal pointées vers le ciel et reliées au sol, Franklin n'est pas le premier à mener cette expérimentation.
Dès 1744, Charles François de Cisternay du Fay démontre que les pointes ont la propriété de provoquer à distance un lent écoulement de l’électricité répandue dans l’atmosphère.
L'histoire rapporte l'expérience du cerf-volant de Franklin qui a lieu le 15 juin 1752 mais il est fort probable qu'il n'ait pas réellement conduit cette expérience[réf. nécessaire] et, en outre, concernant la capture d'un éclair, il est précédé par le comte de Buffon qui avait fait poser une longue barre de fer sur l'observatoire de la tour Montbar, et puis juste après par le Français Thomas-François Dalibard qui recommande qu'on élève à Marly-la-Ville une barre de fer semblable, de 40 pieds de hauteur. Celle-ci, posée le 10 mai 1752, fut la première à recevoir la foudre (le 19 mai 1752),, et M. Delor aurait répété l'expérience à Paris une semaine plus tard, avant que l'appareil de Buffon ne soit fourdoyé à son tour neuf jours après celui de Marly-la-Ville. Peu après, d'autres paratonnerres sont dressés à l’observatoire de Paris, à Saint-Germain-en-Laye, à Montmorency, et dans le monde entier.
Par ailleurs, Jacques de Romas réalise le 7 juin 1753 l'expérience où il prouve publiquement la nature électrique de la foudre en envoyant son cerf-volant vers la nuée orageuse. De la corde (entourée d'un fil métallique) qui le retenait au sol, il obtient des étincelles de plus de dix pieds de long et d'impressionnantes détonations. Jacques de Romas a décrit dès 1752 le processus à mettre en place avec son « cerf-volant électrique » avant que Franklin ne réalise son expérience. C'est par une fâcheuse erreur de l'académie des sciences de Bordeaux que l'invention ne lui a pas été attribuée, erreur reconnue et réparée par les rapports des 1er et 4 février 1764. Benjamin Franklin n'a jamais reconnu publiquement l'antériorité des conclusions de Jacques de Romas, même après les conclusions accablantes de l'Académie de Paris concernant la réclamation de Jacques de Romas en 1764. Benjamin Franklin se garda bien de contester cette décision, comme s'il reconnaissait pour sa part l'équité de ce jugement ; mais pour la postérité, c'est Benjamin Franklin qui restera l'inventeur.
Par contre, Franklin n'avait pas songé que la connexion à la masse serait essentielle. Dès 1750, l'abbé tchèque Václav Prokop Diviš suggère cette étape, et construit en 1754 un paratonnerre lié à la terre au moyen de chaînes en fer, le premier appareil de ce genre. Franklin fera de même en 1760 à Philadelphie.

## Principe de fonctionnement
La structure d'un paratonnerre est composée d'une tige placée en hauteur et connectée à la terre par un ou plusieurs éléments métalliques appelés conducteurs de descente, capables de conduire cette électricité : ces conducteurs peuvent faire partie de la cage de Faraday.
Le paratonnerre n'attire pas la foudre mais rend plus probable, grâce à l'effet de pointe, le parcours d'un claquage du diélectrique que constitue l'atmosphère. Ce claquage suit un parcours souvent initié par un précurseur. Le paratonnerre captera donc la foudre dans sa zone d'influence (zone de protection), mais les éclairs qui auraient eu tendance à tomber en dehors de cette zone continueront à le faire.
Différents types de paratonnerres existent mais les trois plus courants sont : la pointe simple (dite pointe de Franklin), le paratonnerre à dispositif d'amorçage (PDA) et la cage maillée (cage de Faraday).
Le PDA a une plus grande zone de protection.
La pointe simpleLe système de protection est constitué, outre l'organe de capture, d'une ou deux descentes associées chacune à une prise de terre.
La pointe d'une tige est entourée d'un champ électrique en période orageuse. Si l'arc électrique (l'éclair) se dirige vers l'une des pointes, alors il finira sa course dans les câbles de descente (au lieu de passer par le bâtiment).
Une pointe unique a une utilité réduite, car rien ne garantit que l'éclair tombera à cet endroit et il existe de nombreux témoignages confirmant que la foudre peut tomber juste en dessous ou à côté d'un paratonnerre, dégradant ainsi le bâtiment supposé être protégé.
Le paratonnerre à dispositif d'amorçage (PDA)Voir la section Paratonnerres à dispositifs d'amorçage de l'article.
La cage mailléeLe système de protection est constitué de plusieurs pointes, couvrant toute la toiture et les arêtes du bâtiment à préserver. Les pointes sont reliées entre elles par des filins conducteurs interconnectés, reliés à la terre et formant une cage (dite cage de Faraday). Il est inutile de l'élever très haut.
Il existe tout autant de témoignages montrant des coups de foudre à l'intérieur de la maille de la cage... En vérité ces cas d'échec de capture sont très rares quel que soit le type de protection. Que la pointe soit seule n'a pas d'importance en termes de capture... ce qui compte c'est que la structure à protéger soit bien dans la zone de protection du paratonnerre.[pas clair]

## Zone protégée
Le modèle actuellement reconnu pour évaluer la zone protégée est le « modèle électrogéométrique ». Il consiste à considérer qu'un bâtiment (quelle que soit sa hauteur, qu'il soit ou non équipé d'un paratonnerre) n'est protégé que sous une sphère qui y est accolée. Autrement dit, on prend une boule (sphère) géante et imaginaire que l'on fait rouler jusqu'au contact contre le bâtiment.
- L'espace situé en dessous du point de contact est supposé protégé.
- La taille du rayon de la sphère dépend de l'intensité de l'éclair dont on espère se protéger (de 5 mètres seulement pour un petit choc, à 200 mètres pour des chocs très rares et intenses).
- Vu sous un autre angle, seuls les forts chocs de foudre seront attirés par les hauteurs du bâtiment ou les pointes de paratonnerres.
- Potentiellement, le bas d'un bâtiment risquera toujours un éventuel choc de foudre. Par conséquent la foudre peut tomber même entre deux pieds de la tour Eiffel.
- En s'éloignant du bâtiment, aucune protection particulière n'est constatée. L'idée que la pointe du clocher protège tout le village est donc erronée.
- Cela implique aussi qu'il n'est pas très utile d'élever démesurément les paratonnerres ni très prudent de tout miser sur eux.

Enfin, ce modèle n'a été observé que pour les décharges négatives (90 % des cas), aucune réelle protection n'étant constatée avec les chocs positifs (10 % des cas).
En conclusion, la notion de « zone protégée » connue culturellement est à relativiser fortement.

## Intérêt et limite de la protection

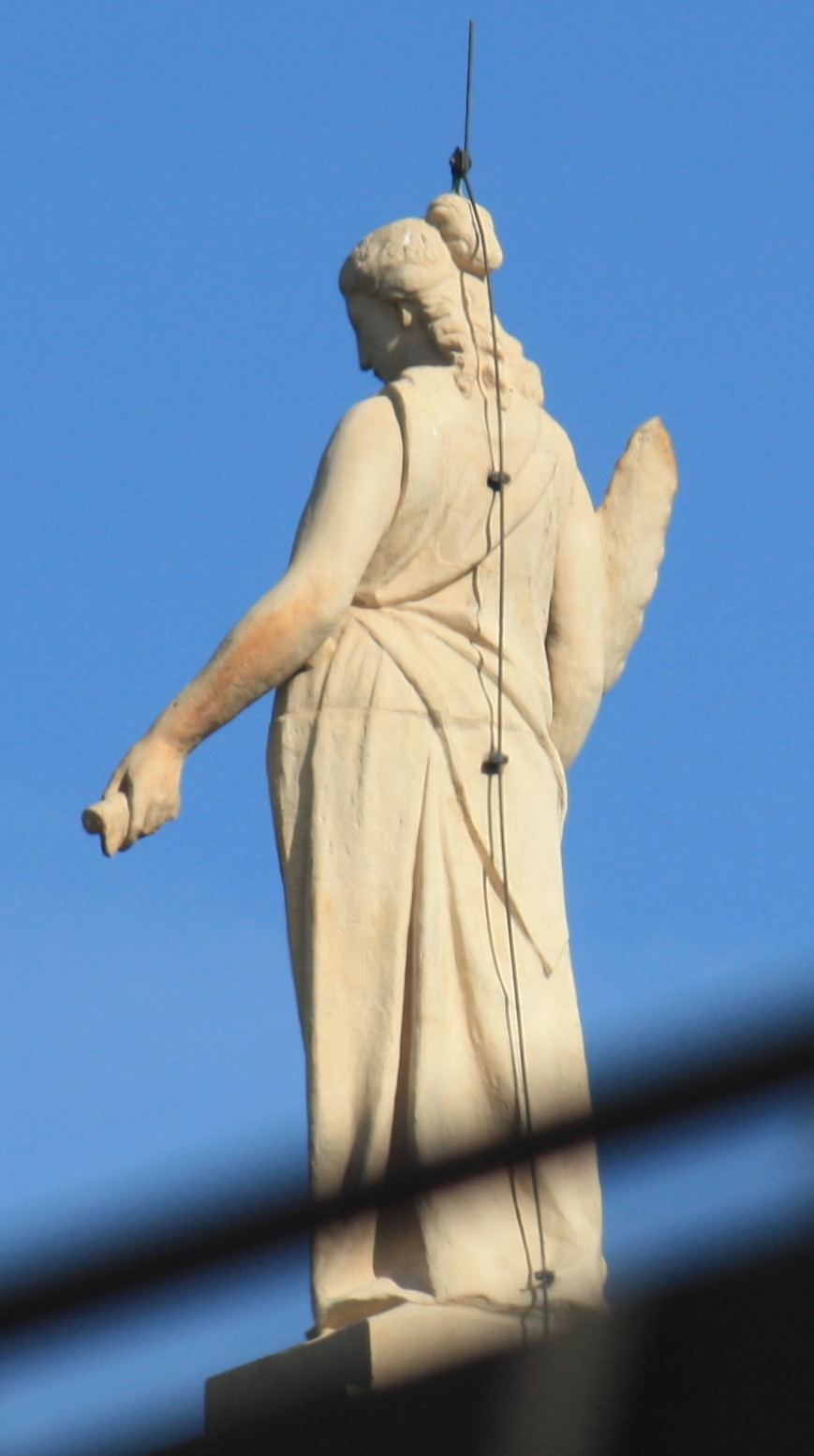
Paratonnerre de protection d'une statue

Il est rare de subir un choc direct de foudre. Le plus souvent, les dégradations et pannes sont causées à distance par l'onde magnétique, car un éclair dégage une onde très puissante. C'est cet effet indirect qui est responsable de la majorité des pannes électriques ou électroniques.
- Cela implique qu'un paratonnerre ne protège en rien les matériels électroniques (au contraire, si l'éclair touche il tombe au plus près des appareils).
- Toutefois, s'il y a plusieurs conducteurs de descente vers la terre, il peut y avoir en prime un effet réducteur de l'onde magnétique (à l'intérieur du bâtiment).
- L'objectif d'un paratonnerre est d'éviter des incendies et des dégradations de la structure du bâtiment. Il protège donc les biens et les personnes. Mais il est important d'associer une protection contre les effets indirects (parafoudres) à cette protection contre l'impact direct (paratonnerre).
- Il est important d'avoir plusieurs conducteurs de descente (capables d'écouler le choc de foudre) et bien positionnés. Ces conducteurs doivent être reliés aux masses métalliques proches pour éviter des arcs électriques : à l'instant du choc, deux extrémités d'un même câble ne sont plus au même potentiel (il peut y avoir plusieurs milliers de volts d'écart).

## Autres protections
Pour les constructions individuelles, les spécialistes en CEM (compatibilité électromagnétique) connaissent des techniques simples, efficaces et peu coûteuses sur les façons de câbler l'installation électrique pour protéger les matériels. Ces conseils font souvent partie des normes actuelles, en particulier pour des constructions nouvelles :
- liaison équipotentielle ;
- absence de boucles sauf sur les masses ;
- recâbler le réseau électrique est plus efficace qu'un paratonnerre pour protéger les matériels.

Pour protéger également le bâtiment, il faut un paratonnerre à plusieurs pointes ou la pose d'une ceinture conductrice sur les arêtes du bâtiment. Cela est contraignant et peu esthétique dans le cadre d'une habitation individuelle. La pose est donc essentiellement rencontrée en milieu industriel. Il est en revanche conseillé de poser une pointe au point d'impact si le bâtiment a déjà été touché par un choc direct.
La bonne nouvelle : il est possible, mais très rare d'être touché directement par la foudre, que le bâtiment soit ou non « protégé ». En revanche, lutter contre les effets indirects (électromagnétiques) est prioritaire car il y a régulièrement des orages.
Attention à ne pas confondre les paratonnerres (dont il est question dans cet article et qui tentent de protéger la structure d'un bâtiment) avec les parafoudres (qui eux protègent les appareils électriques). Les parafoudres sont des protections (efficaces si bien câblées) à faire poser sur le circuit électrique, justement pour se protéger des surtensions induites.

## Paratonnerres à pointe active
Il s'agit de paratonnerres équipés sur leur pointe d'un dispositif visant à accroître la zone de protection, également appelés PDA, pour paratonnerres à dispositif d'amorçage (cf. paragraphe PDA).

### Paratonnerres radioactifs
Dès 1914, le physicien hongrois Béla Szilárd propose de renforcer l'ionisation naturelle autour des installations de protection foudre avec des sources radioactives placées à proximité de la pointe des paratonnerres. L'idée aboutit à la commercialisation de paratonnerres radioactifs, plus simplement surnommés parads. Les doutes sur la validité du procédé, compte tenu de la difficulté de prouver son efficacité, émergèrent dans les années 1970 et conduisirent de nombreux pays à les interdire à partir des années 1980, en 1985 en Belgique, et 1er janvier 1987 pour la France.
Conscientes du risque de dissémination des radioéléments (radium 226 et américium 241), les autorités interdirent leur fabrication, leur vente et leur installation, les « Parads » ayant une activité de quelques dizaines de mégabecquerels pour les émetteurs alpha, et pouvant atteindre 1 GBq pour d'autres.
Il est fréquent d'en trouver sur les toits ou les clochers, notamment en France et dans ses anciennes colonies. Selon les sources officielles (ASN, IRSN, ANDRA, INAPARAD), il en resterait environ 40 000 pour le seul territoire français. Pourtant, vieillissants et souvent en mauvais état, ils peuvent menacer la santé du public et l'environnement.

#### En France
Après démontage ou chute accidentelle, les paratonnerres radioactifs sont considérés par l'Agence nationale pour la gestion des déchets radioactifs comme étant des déchets radioactifs de faible activité à vie longue (FA-VL).
L'arrêté du 15 janvier 2008 impose leur retrait des ICPE (installations classées pour la protection de l'environnement) avant le 1er janvier 2012.
La dépose et le transport de ces sources radioactives ne peuvent être réalisés que par les entreprises agréées par l'Autorité de sûreté nucléaire (ASN). Pour obtenir son agrément, les entreprises doivent disposer de locaux d'entreposage provisoire sécurisés et d'un personnel spécialement formé aux techniques de radioprotection (Personnel compétent en radioprotection, PCR).
Depuis le 11 mars 2011, un site Internet d'intérêt collectif réalise l'inventaire et la localisation des dizaines de milliers de parads disséminés sur le territoire français. Il fait notamment appel à la mobilisation citoyenne des internautes. L'Inventaire National des Paratonnerres Radioactifs fonctionne en concertation avec l'ASN, l'Institut de radioprotection et de sûreté nucléaire (IRSN), l'Agence nationale pour la gestion des déchets radioactifs (ANDRA) et avec le soutien de la Commission de recherche et d'information indépendantes sur la radioactivité (CRIIRAD), du réseau Sortir du nucléaire et de l'Association de contrôle de la radioactivité dans l'Ouest (ACRO).

#### En Belgique
En Belgique, l'installation de parads est interdite depuis 1985 ; l'AFCN a lancé une opération de récupération de ces sources orphelines en 2003. Leur nombre était estimé à plusieurs milliers en Belgique.

### Paratonnerres à dispositifs d'amorçage
L'amélioration du paratonnerre de Franklin consiste à « créer une ionisation nettement supérieure à celle qui résulte de l'effet couronne spontané ou à maîtriser cet effet couronne pour optimiser sa production ».
Sur cette base, les paratonnerres à dispositif d'amorçage (PDA) ont fait leur apparition en 1984 en France puis en Espagne qui furent également les premiers pays à adopter des normes spécifiques (NF C 17 102 en France, UNE 12 186 en Espagne). Aujourd'hui, ce type de paratonnerres est proposé par un large nombre de fabricants (américains, chinois, australiens, argentins, turcs, indonésiens, etc.).
Ces dispositifs à pointes actives reposent sur la théorie scientifique  « de l'avance à l'amorçage » : le dispositif d'amorçage permet d'accroître la distance d'amorçage en générant un traceur ascendant précoce (par rapport au traceur ascendant naturellement émis par une pointe simple) et ainsi la zone de protection du paratonnerre. « L'analyse du développement des traceurs ascendants, effectuée avec le convertisseur d'image, met clairement en évidence une avance à l'amorçage des traceurs, lorsque le dispositif auxiliaire est en fonctionnement ».
Cependant l'efficacité de tels dispositifs est établie par, notamment mais pas seulement, le Ministère de l'Environnement Français, après la publication en 2017  par l'INERIS qui souligne la forte implication de la France mais aussi de l'Espagne dans des recherches, permettant de valider l'efficacité à l'appui d'essais en laboratoires, voire sur site. Ces essais sont réalisés sous protocole normatif. Les produits industriels associés à ces recherches, ont pour caractéristiques d'améliorer l'efficacité de capture d'une décharge ascendante par rapport à un paratonnerre à tige simple
L'AFNOR a mis à jour en septembre 2011, la norme PDA  NFC 17-102 qui caractérise les performances, les essais et les conditions de mise en œuvre d'un paratonnerre à dispositif d'amorçage.
D'autres études, favorables à la technologie PDA, en Malaisie, une enquête réalisée en France par l'IPSOS auprès des installations industrielles classées pour l'environnement (ICPE) démontre des niveaux de satisfaction équivalents pour les sites équipés de pointes simples (40,7 % des sites Seveso français), de PDA (36,2 % des sites) et les cages maillées (26,5 % des sites).
Les dernières évolutions technologiques ont vu apparaître des PDA « testables » par communication radio : il permet de vérifier que le paratonnerre est toujours en état de marche après avoir capté un coup de foudre.

### Laser teramobile
Le laser téramobile est un dispositif mobile qui délivre des impulsions laser ultrapuissantes et ultrabrèves en ionisant l'air. Il peut servir à frayer à la foudre un chemin rectiligne et est testé comme paratonnerre.

## Vocabulaire
L'analyse du terme « paratonnerre » semble indiquer qu'il s'agit d'un dispositif « contre le tonnerre ». Or le mot tonnerre désignant le craquement généré par la foudre, dû à l'expansion de l'air chauffé très rapidement par l'arc électrique entre le sol et le nuage, le paratonnerre ne protège pas du tonnerre, c'est une métonymie, il protège de la foudre elle-même. On ne peut cependant utiliser le terme parafoudre, déjà utilisé pour décrire un dispositif contre les surtensions.